# Донецкое шоссе
Донецкое шоссе — магистральная улица в городе Днепре (Украина).

## Расположение
Донецкое шоссе располагается между Слобожанским проспектом и Кайдакским мостом. Протяженность около 11 км.

## История
Район Донецкого шоссе и Передовой улицы в XVI веке имел оживленную застройку и заселение.
В 1975—1982 гг. был построен Кайдакский мост, который позволил быстро осваивать левобережные территории. Как следствие Донецкое шоссе взяло на себя основную нагрузку по транзитному транспорту, идущему из Киева в Донецк. В середине 80-х вокруг шоссе застраивался массив Фрунзенский, который затем был разделён шоссе на два массива Фрунзенский-1 (с 2016 г. — Ломовский) и Фрунзенский-2 (с 2016 г. — Каменский). 17 декабря 1996 г. по Кайдакскому мосту и Донецкому шоссе пустили трамвай.

## Основные пересечения и развязки
- Передовая улица
- Петрозаводская улица
- Березинская улица
- Почтовая улица
- Слобожанский проспект

## Перспективы
Существуют планы по реконструкции шоссе в плане обеспечения безопасности движения пешеходов, а также концепция строительства многофункционального комплекса у Кайдакского моста.